# Socrate (nome)
Socrate  è un nome proprio di persona italiano maschile.

## Varianti in altre lingue
- Basco: Sokrates
- Bielorusso: Сакрат (Sakrat)
- Bulgaro: Сократ (Sokrat)
- Catalano: Sòcrates
- Croato: Sokrat
- Esperanto: Sokrato
- Francese: Socrate
- Galiziano: Sócrates
- Greco antico: Σωκράτης (Sōkrátēs)[3][5]
- Greco moderno: Σωκράτης (Sōkratīs)[5]
- Inglese: Socrates
- Latino: Socrates[1][5]
- Lettone: Sokrats
- Lituano: Sokratas
- Polacco: Sokrates
- Portoghese: Sócrates
- Rumeno: Socrate
- Russo: Сократ (Sokrat)
- Serbo: Сократ (Sokrat)
- Spagnolo: Sócrates
- Tedesco: Sokrates
- Ucraino: Сократ (Sokrat)
- Ungherese: Szókratész

## Origine e diffusione

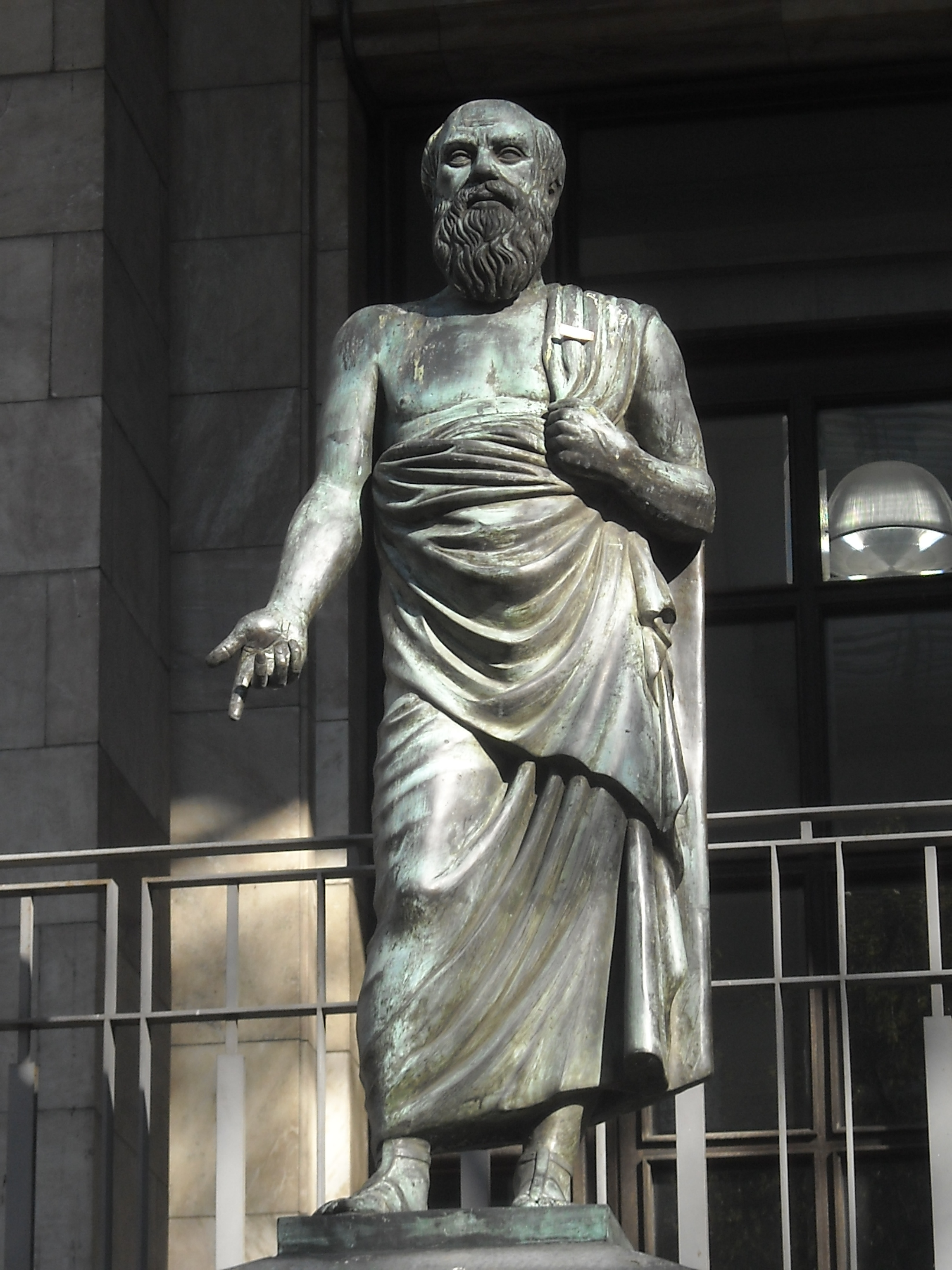
Statua di Socrate situata a Montevideo

Deriva dal greco Σωκρατης (Sokrates), un composto dei termini σως (sos, "intero", "illeso", "salvo", da cui anche Sossio e Sostene) e κρατος (kratos, "forza", "potere", da cui anche Pancrazio e Ippocrate). Il significato complessivo può essere interpretato in vari modi, come "forte e sano", "dotato di una sana potenza", "salvatore dell'armata" e via dicendo.
È portato da alcuni santi martiri, ma la sua diffusione (comunque scarsa) è dovuta esclusivamente alla fama di Socrate, uno dei più noti filosofi della Grecia antica.

## Onomastico
L'onomastico si può festeggiare in memoria di più santi, alle date seguenti:
- 17 settembre, san Socrate, martire[7]
- 20 settembre, san Socrate, soldato romano martire a Perge sotto Eliogabalo[7]
- 28 novembre, san Socrate, monaco e martire a Tiberiopoli sotto Flavio Claudio Giuliano[7]

## Persone
- Socrate, filosofo ateniese
- Socrate di Acaia, militare greco antico
- Socrate di Argo, scrittore greco antico
- Socrate di Macedonia, militare antico macedone
- Socrate Scolastico, teologo, avvocato e storico bizantino

### Variante Sōkratīs
- Sokratis Kokkalis, imprenditore greco
- Sokratis Marangos, calciatore cipriota
- Sōkratīs Papastathopoulos, calciatore greco
- Sōkratīs Psaropoulos, cestista greco

### Altre varianti
- Sócrates, calciatore e medico brasiliano
- Sokrates Lagoudakis, atleta greco naturalizzato francese